# إيرل براون (ملحن)
إيرل براون (بالإنجليزية: Earle Brown)‏ هو ملحن أمريكي، ولد في 26 ديسمبر 1926 في لانينبورغ في الولايات المتحدة، وتوفي في 2 يوليو 2002 في ري في الولايات المتحدة بسبب سرطان.

## وصلات خارجية
- إيرل براون على موقع الموسوعة البريطانية (الإنجليزية)
- إيرل براون على موقع ميوزك برينز (الإنجليزية)
- إيرل براون على موقع إن إن دي بي (الإنجليزية)
- إيرل براون على موقع أول ميوزيك (الإنجليزية)
- إيرل براون على موقع ديسكوغز (الإنجليزية)